# Österreichische Alpine Skimeisterschaften 1974
Die Österreichischen Alpinen Skimeisterschaften 1974 fanden vom 21. bis zum 24. Februar im Bregenzerwald in Vorarlberg statt. Die Abfahrten wurden in Warth, die Riesenslaloms in Schröcken und die Slaloms in Au austragen.

## Herren

### Abfahrt
| Platz | Name                   | Zeit        |
| ----- | ---------------------- | ----------- |
| 01    | Werner Grissmann       | 1:29,64 min |
| 02    | Kurt Engstler          | 1:29,76 min |
|       | Manfred Grabler (AUS)  | 1:29,76 min |
| 04    | Franz Klammer          | 1:29,87 min |
| 05    | David Zwilling         | 1:30,64 min |
| 06    | Christian Witt-Dörring | 1:30,79 min |
| 07    | ?                      | 00000? min  |
| 08    | Josef Loidl            | 1:31,09 min |
| 09    | Werner Margreiter      | 1:31,19 min |
| 10    | Josef Walcher          | 1:31,30 min |

Datum: 21. Februar 1974

Ort: Warth

Piste: Warther Horn

### Riesenslalom
| Platz | Name                     | Zeit        |
| ----- | ------------------------ | ----------- |
| 01    | Thomas Hauser            | 3:00,50 min |
| 02    | Josef Pechtl             | 3:00,61 min |
| 03    | Hubert Berchtold         | 3:00,90 min |
| 04    | Josef Loidl              | 3:03,00 min |
| 05    | Bobbo Nordenskiöld (SWE) | 3:03,29 min |
| 06    | Breidler                 | 3:05,99 min |
| 07    | Hans Enn                 | 3:05,31 min |
| 08    | Ernst Winkler            | 3:06,01 min |
| 09    | Alban Plörer             | 3:06,92 min |
| 10    | Michael Koch             | 3:08,00 min |

Datum: 22./23. Februar 1974

Ort: Schröcken

### Slalom
| Platz | Name              | Zeit        |
| ----- | ----------------- | ----------- |
| 01    | David Zwilling    | 1:34,64 min |
| 02    | Hans Hinterseer   | 1:35,01 min |
| 03    | Thomas Hauser     | 1:35,34 min |
| 04    | Othmar Kirchmair  | 1:35,49 min |
| 05    | Josef Pechtl      | 1:35,84 min |
| 06    | Alois Morgenstern | 1:36,24 min |
| 07    | Robert Schuchter  | 1:36,88 min |
| 08    | Ringbrandt (SWE)  | 1:37,29 min |
| 09    | Stig Strand (SWE) | 1:37,94 min |
| 10    | Anton Dorner      | 1:38,22 min |

Datum: 24. Februar 1974

Ort: Au

### Kombination
Die Kombination setzt sich aus den Ergebnissen von Slalom, Riesenslalom und Abfahrt zusammen.
| Platz | Name                     |
| ----- | ------------------------ |
| 1     | Bobbo Nordenskiöld (SWE) |
| 2     | Michael Koch             |

## Damen

### Abfahrt
| Platz | Name                  | Zeit        |
| ----- | --------------------- | ----------- |
| 01    | Wiltrud Drexel        | 1:18,86 min |
| 02    | Annemarie Moser-Pröll | 1:18,88 min |
| 03    | Ingrid Gfölner        | 1:19,27 min |
| 04    | Brigitte Totschnig    | 1:20,21 min |
| 05    | Brigitte Schroll      | 1:20,54 min |
| 06    | Christiane Ray (FRA)  | 1:21,49 min |
| 07    | Marianne Ranner       | 1:21,49 min |
| 08    | Ingrid Eberle         | 1:21,64 min |
| 09    | Edith Peter           | 1:21,65 min |
| 10    | Irmgard Lukasser      | 1:21,75 min |

Datum: 21. Februar 1974

Ort: Warth

Piste: Warther Horn

### Riesenslalom
| Platz | Name                     | Zeit        |
| ----- | ------------------------ | ----------- |
| 01    | Annemarie Moser-Pröll    | 1:30,29 min |
| 02    | Monika Kaserer           | 1:30,52 min |
| 03    | Fabienne Serrat (FRA)    | 1:30,81 min |
| 04    | Elena Matous (SMR)       | 1:31,36 min |
| 05    | Michèle Jacot (FRA)      | 1:31,81 min |
| 06    | Ingrid Gfölner           | 1:33,69 min |
| 07    | Irene Epple (BRD)        | 1:34,61 min |
|       | Jacqueline Rouvier (FRA) | 1:34,61 min |
| 09    | Ingrid Eberle            | 1:34,66 min |
| 10    | Marlies Mathis           | 1:35,25 min |

Datum: 22. Februar 1974

Ort: Schröcken

### Slalom
| Platz | Name                    | Zeit        |
| ----- | ----------------------- | ----------- |
| 01    | Fabienne Serrat (FRA)   | 1:34,30 min |
| 02    | Wiltrud Drexel          | 1:35,32 min |
| 03    | Annemarie Moser-Pröll   | 1:35,48 min |
| 04    | Monika Kaserer          | 1:35,79 min |
| 05    | Christine Rolland (FRA) | 1:37,61 min |
| 06    | Elena Matous (SMR)      | 1:37,81 min |
| 07    | Edith Peter             | 1:39,14 min |
| 08    | Martine Ducroz (FRA)    | 1:39,43 min |
| 09    | Regina Sackl            | 1:39,84 min |
| 10    | Brigitte Totschnig      | 1:40,10 min |

Datum: 23. Februar 1974

Ort: Au

### Kombination
Die Kombination setzt sich aus den Ergebnissen von Slalom, Riesenslalom und Abfahrt zusammen.
| Platz | Name                  | Punkte |
| ----- | --------------------- | ------ |
| 1     | Annemarie Moser-Pröll | 06,85  |
| 2     | Monika Kaserer        | 34,72  |